# Naughty Marietta
Naughty Marietta és una pel·lícula musical de 1935 basada en l'opereta Naughty Marietta de Victor Herbert. Dirigida per W.S. Van Dyke, i protagonitzada per Jeanette MacDonald com a princesa que fuig d'un matrimoni arranjat. Navega per Nova Orleans i és rescatada de pirates pel capità Richard Warrington (Nelson Eddy).
Cinc de les més famoses cançons de Victor Herbert de Naughty Marietta, amb lletra de Rida Johnson Young:
- Ah! Sweet Mystery of Life
- Italian Street Song
- Neath the Southern Moon
- I'm Falling in Love With Someone
- Tramp! Tramp! Tramp! (Along the Highway)

Lletres addicionals per diverses cançons d'Herbert van ser bloquejades per la pel·lícula per Gus Kahn. La pel·lícula va ser escrita per Frances Goodrich, Albert Hackett, John Lee Mahin i Rida Johnson Young.

## Argument
Per evitar un matrimoni arranjat a Don Carlos, un ancià duc espanyol, la príncessa Maria es disfressa com l'anterior criada del seu oncle, Marietta, i escapada de França en un vaixell ple de noies per casar a les colònies i que està viatjant a Nova Orleans. A bord, Marietta es fa amiga de Julie.
En la ruta, les dones parlen de amb quin tipus d'home volen casar-se. "Marietta" impressiona les altres noies declarant que no pretén casar-se amb qualsevol. Poc després, el vaixell és abordat per pirates, que maten la tripulació sencera i agafen les noies cap a la costa.
Després que els pirates divideixin el botí, giren la seva atenció a les noies. Just llavors, se sent el cant ("Mercant! Mercant! Mercant!"). Els pirates extingeixen les seves llanternes i foc per evitar la detecció, però Marietta agafa una de les llanternes i corre cap al cant, cridant "ajuda, ajuda". Uns mercenaris derroten els pirates i rescaten les dones.
El cap dels mercenaris, el capità Richard Warrington, canta "Neath a Southern Moon" a Marietta. Malgrat la seva atracció per ella, Warrington declara que no vol casar-s'hi.

## Repartiment
- Jeanette MacDonald: La Princesa/Mariette
- Nelson Eddy: Capità Richard Warrington
- Frank Morgan: Governador Gaspard d'Annard
- Elsa Lanchester: Madame d'Annard
- Douglass Dumbrille: Príncep de Namours
- Joseph Cawthorn: Herr "Schumie" Schuman
- Cecilia Parker: Julie
- Walter Kingsford: Don Carlos de Braganza
- Greta Meyer: Frau Schuman
- Akim Tamiroff: Rudolpho
- Harold Huber: Abraham "Abe"
- Edward Brophy: Ezekial "Zeke" Cramer
- Zari Elmassian: Suzette (veu)

## Premis i nominacions

### Premis
- 1936 − Oscar al millor so per Douglas Shearer

### Nominacions
- 1936 − Oscar a la millor pel·lícula